# 태봉초등학교 (전북)
태봉초등학교는 대한민국 전북특별자치도 완주군 구이면 평촌리에 있는 공립 초등학교이다.

## 학교 연혁
- 1946년 11월 7일 구이국민학교 태실분교 개교(3학급)
- 1949년 11월 26일 태봉국민학교로 승격
- 1971년 3월 1일 청명국민학교 분리
- 1984년 3월 5일 병설유치원 개원
- 1996년 3월 1일 청명초등학교로 개칭
- 2022년 9월 1일 제24대 손주원 교장 부임
- 2025년 1월 6일 제75회 졸업(총 3,556명) 유치원 제40회 졸업 (총365명)
- 2025년 3월 1일 초등 7학급 편성

## 학교 상징
- 교화 - 개나리 : 어울려 살 줄 아는 어린이가 되자
- 교목 - 느티나무 : 힘차고 씩씩하게 자라는 굳센 기상

## 참고 자료
- 태봉초등학교 - 한국교육학술정보원 학교알리미